# NGC 2997

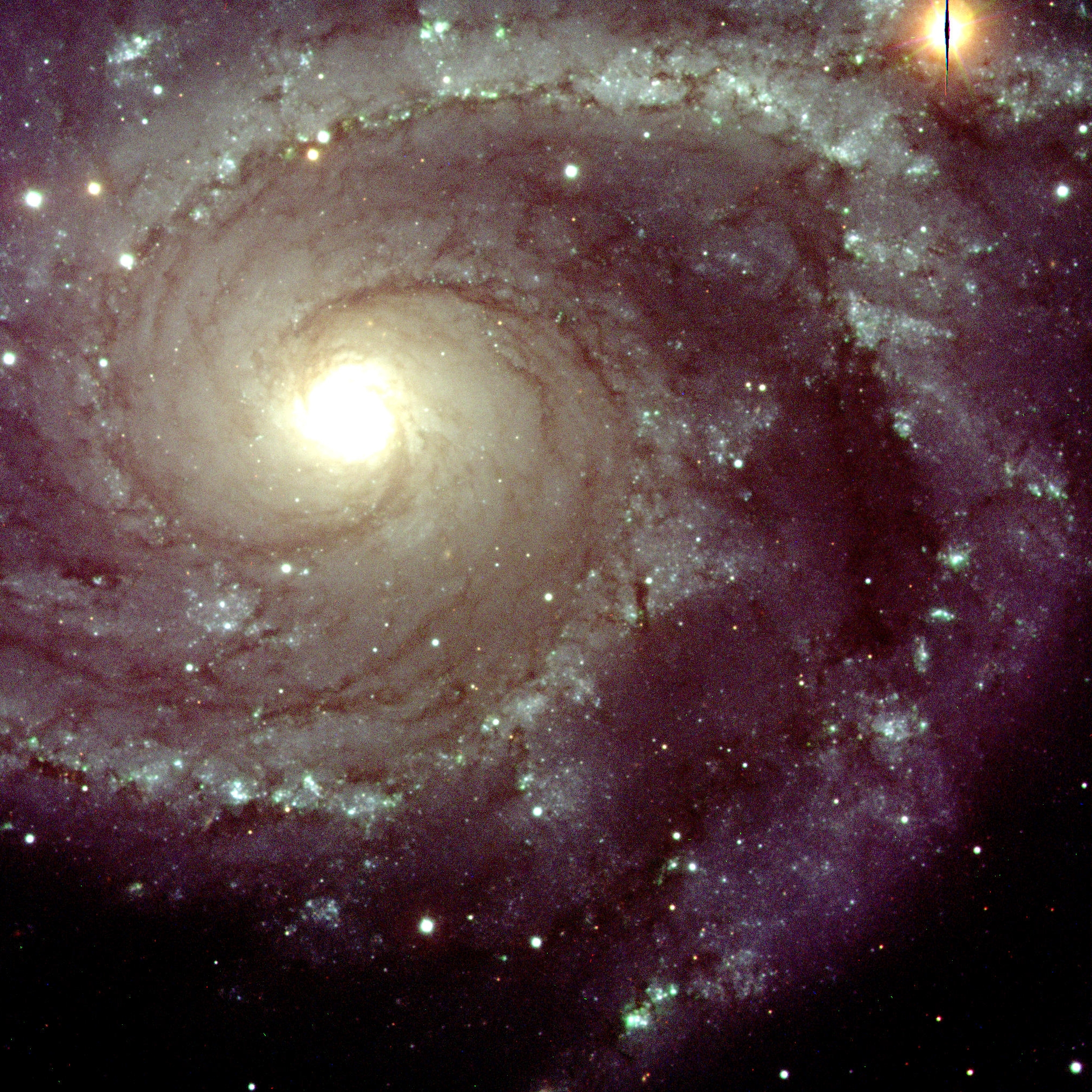
NGC 2997 (ESO)

NGC 2997 (chiamata anche ESO 434-G 35) è una galassia spirale intermedia situata nella costellazione della Macchina Pneumatica, a circa 36,6 milioni di anni luce da noi.
Dalla nostra prospettiva, risulta inclinata di 45°.